# Simulium flavocinctum
Simulium flavocinctum är en tvåvingeart som beskrevs av Edwards 1934. Simulium flavocinctum ingår i släktet Simulium och familjen knott. Inga underarter finns listade i Catalogue of Life.